# Taraxacum argutifrons
Taraxacum argutifrons là một loài thực vật có hoa trong họ Cúc. Loài này được A.J.Richards miêu tả khoa học đầu tiên năm 1976.